# Xanthoparmelia nodulosa
Xanthoparmelia nodulosa är en lavart som beskrevs av Elix. Xanthoparmelia nodulosa ingår i släktet Xanthoparmelia och familjen Parmeliaceae.   Inga underarter finns listade i Catalogue of Life.